# 临界点 (数学)
在 （页面存档备份，存于）數學上，一個可微的實函數或複函數{\displaystyle f}的臨界點（英語：Critical point）是指在{\displaystyle f}的定義域中導數為 0 的點 。對於一個多變數實函數而言，臨界點是在定義域中所有偏導數為 0 的點。一個函數的臨界點的函数值稱為临界值。

紅點的 x 座標(橫坐標)是臨界點；藍點的 x 座標是反曲點

這個概念重要的地方在於函數的局部極值會發生在臨界點上。
這個定義可以延伸到{\displaystyle \mathbb {R} ^{m}}與{\displaystyle \mathbb {R} ^{n}}之間的函數上，在這個情況下，臨界點是雅可比矩陣的秩不是最大的點。更進一步可以再延伸到微分流形之間的可微函數，在這個情況下臨界點也可以被稱為歧點。
特別的，假設{\displaystyle C}是一條由隱函數 {\displaystyle f(x,y)=0}定義的平面曲線。把{\displaystyle C}平行 y 軸投影到 x 軸的臨界點是{\displaystyle C}上所有滿足{\displaystyle {\frac {\partial f}{\partial y}}(x,y)=0}的點。換句話說，臨界點是不能套用隱函數定理的點。
臨界點這個概念能夠使用數學來描述哥白尼時代之前無法解釋的天文學現象，一個星球的軌跡的留點是一個在天球的星球軌跡上星球轉向其他方向前看起來停止的點，因為它是在黃道圓上軌跡投影的臨界點。

## 單變數函數的臨界點
一個可微實函數{\displaystyle f}的臨界點{\displaystyle x_{0}}是一個在{\displaystyle f}的定義域中導數為0的點:{\displaystyle f'(x_{0})=0}，臨界值是臨界點在{\displaystyle f}之下的像，這些概念可以藉由{\displaystyle f}的函數圖形來具象化:函數圖形在臨界點的位置會有水平切線而且函數的導數為0。雖然臨界點可以藉由函數圖形來具現化，但函數臨界點的概念和曲線在某些方向上的臨界點的概念並不能混為一談。如果{\displaystyle g(x,y)}是一個兩變數可微函數，{\displaystyle g(x,y)=0}則是一個曲線的隱式方程，這樣的曲線對於平行 y 軸的投影(映射{\displaystyle (x,y)\rightarrow x})的臨界點，是曲線上滿足{\displaystyle {\frac {\partial g}{\partial y}}(x,y)=0}的點，也就是說在那個點，曲線的切線會平行y軸，而且 {\displaystyle g} 不能定義成一個從 {\displaystyle x} 映射到 {\displaystyle y} 的隱函數（參考隱函數定理）。如果{\displaystyle (x_{0},y_{0})}是臨界點，{\displaystyle x_{0}}則是對應的臨界值。這樣的臨界點也可以被稱為歧點，而且當 {\displaystyle x} 變動時，在 {\displaystyle x_{0}}的一側有兩個曲線的分支而另一側沒有。
如果{\displaystyle f(x)}有臨界點{\displaystyle x_{0}}和對應的臨界值{\displaystyle y_{0}}，若且唯若{\displaystyle (x_{0},y_{0})}是{\displaystyle f}的函數圖形平行x軸投影的臨界點，且對應的臨界值是{\displaystyle y_{0}}。
例如，方程式 {\displaystyle x^{2}+y^{2}=1}定義出單位圓，將單位圓平行 y 軸投影到 x 軸的臨界點是 {\displaystyle (0,1)} 和 {\displaystyle (0,-1)}；將單位圓平行 x 軸投影到 y 軸的臨界點是 {\displaystyle (1,0)}和 {\displaystyle (-1,0)}。上半圓是 {\displaystyle f(x)={\sqrt {1-x^{2}}}}的函數圖形 ，{\displaystyle f}有唯一一個臨界點 0，其臨界值是 1。單位圓平行 y 軸的投影的臨界值則是對應到 {\displaystyle f}的導數不存在的點。
有些作者會將函數 {\displaystyle f}的臨界點定義為{\displaystyle f}的函數圖形平行 x 軸和 y 軸的投影的臨界點，以上述的上半圓的例子，-1、0、1 都是{\displaystyle f}的臨界點。然而，此定義大多只出現在基礎的課本，而且在定義的前面章節時候並未提到函數圖形以外的曲線，並且只限於單變數的情形，因為該定義不能推廣到多變數。

### 例子
- 函數{\displaystyle f(x)=x^{2}+2x+3}處處可微分，且導函數為{\displaystyle f'(x)=2x+2}。此函數擁有唯一一個臨界點-1，因為它是唯一滿足{\displaystyle 2x_{0}+2=0}的數{\displaystyle x_{0}}。這個點是一個最小值，且對應到的臨界值為{\displaystyle f(-1)=2}。{\displaystyle f}的函數圖形是一個凹向上的拋物線，其臨界點是在切線為水平線的頂點的橫坐標，而臨界值則是頂點縱坐標，或者是說，切線與y軸的交點。
- 函數{\displaystyle f(x)=x^{\frac {2}{3}}}對所有 {\displaystyle x} 都有定義，在{\displaystyle x\neq 0}可微分，且其導數為{\displaystyle f'(x)={\frac {2}{3}}x^{-{\frac {1}{3}}}}。因為{\displaystyle x\neq 0}則{\displaystyle f'(x)\neq 0}，所以{\displaystyle f}的臨界點只可能發生在 {\displaystyle x=0} 上。因為{\displaystyle f}在 0 這點上是不可微的，所以不同的作者的定義會給出 0 是或不是臨界點不同的結果。{\displaystyle f}的圖形在 {\displaystyle x=0} 的位置是有一個尖點，且切線是鉛垂方向。如果視 0 為臨界點，則它對應到的臨界值是 {\displaystyle f(0)=0}。
- 函數{\displaystyle f(x)=x^{3}-3x+1}處處可微分，且導函數為{\displaystyle f'(x)=3x^{2}-3}。它有兩個臨界點，分別在 {\displaystyle x=1} 和 {\displaystyle x=-1} 。對應的兩個臨界值，分別是{\displaystyle f}的極大值{\displaystyle f(-1)=3}和極小值{\displaystyle f(1)=-1}。這個函數並沒有最大值或最小值。因為{\displaystyle f(2)=3}，所以我們可以發現在非臨界點的函數值也可以是臨界值。在幾何上，這表示在函數圖形上一個點（{\displaystyle x=-1}）的水平切線會與函數圖形相交於另一個點（{\displaystyle x=2}），且交角為銳角。
- 函數{\displaystyle f(x)={\frac {1}{x}}}。點 {\displaystyle x=0} 看似臨界點，但它不在函數的定義域中。

### 臨界點的位置
根據高斯-盧卡斯定理，在複平面上所有多項式函數的臨界點會落在函數的根所構成的凸包內。所以對於一個只有實數解的多項式函數，所有的臨界點會是實數且落在最大的根和最小的根之間。
森多夫猜想聲稱，在複平面上如果一個函數所有的根都落在單位圓中，那麼對於任意給定的根，至少有一個臨界點與其的距離不超過1。

## 隱曲線的臨界點
在由隐函数定義出的平面曲線的研究上，臨界點扮演重要的角色，特別是在描繪曲線與決定拓樸結構方面。在本節中，臨界點定義由以下段落給出，它可能看起來與前面的定義完全不同，但事實上，它是前面定義的一個特殊情形。
我們考慮一個落在二維平面上的曲線 {\displaystyle C}，曲線上點的笛卡爾座標滿足由雙變數可微函數 {\displaystyle f}定義的隱式方程 {\displaystyle f(x,y)=0}。設{\displaystyle \pi _{x}}、{\displaystyle \pi _{y}}分別是將曲線 {\displaystyle C} 投影到x、y軸上的標準投影，也就是{\displaystyle \pi _{x}(x,y)=x}和{\displaystyle \pi _{y}(x,y)=y}，{\displaystyle \pi _{x}}、{\displaystyle \pi _{y}}分別被稱作平行y軸方向和平行x軸方向的投影。
如果 C 在某個點上的切線存在，並且平行y軸，則稱該點是{\displaystyle \pi _{y}}的一個臨界點。此時，整條切線，包含該點，在{\displaystyle \pi _{y}}下的像都是同樣的值，稱為臨界值。所以{\displaystyle \pi _{y}}的臨界點就是座標滿足方程組{\displaystyle f(x,y)={\frac {\partial f}{\partial y}}(x,y)=0}的點，下面將說明為何上述定義是原本定義的特殊情況。
類似的，我們有{\displaystyle \pi _{x}}的臨界點的定義，因此，如果 {\displaystyle C} 是 {\displaystyle y=g(x)}的函數圖形，則{\displaystyle (x,y)}是{\displaystyle \pi _{x}}的臨界點若且唯若{\displaystyle x}是{\displaystyle g}的臨界點，而且他們有相同的臨界值。
有些作者將平面曲線 {\displaystyle C} 的臨界點定義為 {\displaystyle \pi _{x}} 和 {\displaystyle \pi _{y}} 的臨界點，但是要注意到這個定義會依賴於坐標軸的選取。也有一些作者會將曲線的奇點也定義做臨界點，其中奇點是那些滿足方程式
{\displaystyle f(x,y)={\frac {\partial f}{\partial x}}(x,y)={\frac {\partial f}{\partial y}}(x,y)=0}
的點。在這個定義之下，{\displaystyle \pi _{y}}的臨界點就是那些不適用隱函數定理的點。

### 判別式的使用
如果一個曲線{\displaystyle C}是代數的，也就是它可以被一個雙變數多項式函數 {\displaystyle f} 所定義，這時候判別式會是一個計算臨界點的有用工具。

## 可微分函數的臨界點
給定一個從 {\displaystyle \mathbb {R} ^{m}} 送到 {\displaystyle \mathbb {R} ^{n}} 的可微分函數 {\displaystyle f} ，則 {\displaystyle f} 的臨界點是那些滿足 f 的雅可比矩陣的秩小於 {\displaystyle n} 的點。而臨界點在 {\displaystyle f} 之下所對應到的像稱為臨界值。如果一個點，位於所有臨界值所形成的集合的補集之中，便稱之為正則值。根據薩爾德定理，一個光滑函數的臨界值所形成的集合是零測集。特別在 {\displaystyle n=1} 時，在每個有界的區間中有有限個臨界值。
這個定義可以延伸到微分流形上的可微函數。

## 拓扑上的應用
臨界點是微分流形的拓扑結構與實代數幾何相關研究的基礎，特別的，它是莫爾斯理論和突變理論中的基本工具。
臨界點與拓扑學的關係在非常具體的情形終究可以體現出來。例如，令{\displaystyle V}是{\displaystyle \mathbb {R} ^{n}}中的子流形，{\displaystyle P}是{\displaystyle V}外面的一點，{\displaystyle f\colon V\rightarrow \mathbb {R} }是一個光滑函數將{\displaystyle V}中的點映射到與{\displaystyle P}的距離平方，很明顯的，{\displaystyle f}在{\displaystyle V}的每個連通部分都至少有一個臨界點，就是距離最近的點。因此{\displaystyle f}的臨界點個數是{\displaystyle V}的連通部分個數的上界。
在實代數幾何，上述觀察變成多項式的次數是由它所定義出來的代數簇的聯通部分個數的上界。